# 적층접합필름
적층접합필름(laminated film)은 시중에서 유통되는 가공 식품의 접촉하는 내측 면은 식품 안전성이 우수한 PE나 PP 재질을 사용하고, 외측에는 유통 중에 상품에 가해질 수 있는 외부 충격에도 파손되거나 변형되지 않을 만큼 강도가 있으며, 인쇄 상태를 선명하게 표현할 수 있도록 투명성과 선명성을 유지하는 재질의 필름을 사용한다.